# 青磁窑遗址
青磁窑遗址，位于中華人民共和國山西省大同市云冈区西郊云冈镇青瓷窑村西，是中华人民共和国山西省文物保护单位之一。
1986年8月18日，授予山西省文物保护单位，是一座古遗址。